# Stavbräm
Stavbräm, brush border, hittas i tarmkanalen och utgörs av mikrovilli. Dess viktigaste funktion är att förstora ytan i tarmsystemet för att underlätta kroppens upptag av vatten och näringsämnen. Liknande strukturer kan påträffas i njurarnas proximala tubuli, där de i stället kallas borstbräm.